# Communauté de communes de l’Estuaire
Die Communauté de communes de l’Estuaire - Canton de Saint-Ciers-sur-Gironde ist ein französischer Gemeindeverband mit der Rechtsform einer Communauté de communes im Département Gironde in der Region Nouvelle-Aquitaine. Sie wurde am 14. April 1995 gegründet und umfasst 14 Gemeinden (Stand: 1. Januar 2019). Der Verwaltungssitz befindet sich im Ort Braud-et-Saint-Louis.

## Historische Entwicklung
Mit Wirkung vom 1. Januar 2019 gingen die ehemaligen Gemeinden Saint-Caprais-de-Blaye und Marcillac in die Commune nouvelle Val-de-Livenne auf. Dadurch verringerte sich die Anzahl der Mitgliedsgemeinden auf 14. Nachdem der Wahlkreis Canton de Saint-Ciers-sur-Gironde 2015 aufgelöst worden war, änderte sich der Name des Gemeindeverbandes von Communauté de communes de l’Estuaire - Canton de Saint-Ciers-sur-Gironde zu Communauté de communes de l’Estuaire.

## Mitgliedsgemeinden
| Gemeinde                                                                 | Einwohner 1. Januar 2022 | Fläche km² | Dichte Einw./km² | Code INSEE | Postleitzahl |
| ------------------------------------------------------------------------ | ------------------------ | ---------- | ---------------- | ---------- | ------------ |
| Anglade                                                                  | 896                      | 13,82      | 65               | 33006      | 33390        |
| Braud-et-Saint-Louis                                                     | 1.524                    | 49,24      | 31               | 33073      | 33820        |
| Cartelègue                                                               | 1.297                    | 11,45      | 113              | 33101      | 33390        |
| Étauliers                                                                | 1.598                    | 12,98      | 123              | 33159      | 33820        |
| Eyrans                                                                   | 755                      | 4,28       | 176              | 33161      | 33390        |
| Mazion                                                                   | 545                      | 3,71       | 147              | 33280      | 33390        |
| Pleine-Selve                                                             | 220                      | 4,23       | 52               | 33326      | 33820        |
| Reignac                                                                  | 1.626                    | 37,43      | 43               | 33351      | 33860        |
| Saint-Androny                                                            | 582                      | 11,65      | 50               | 33370      | 33390        |
| Saint-Aubin-de-Blaye                                                     | 843                      | 11,54      | 73               | 33374      | 33820        |
| Saint-Ciers-sur-Gironde                                                  | 3.128                    | 38,34      | 82               | 33389      | 33820        |
| Saint-Palais                                                             | 512                      | 9,76       | 52               | 33456      | 33820        |
| Saint-Seurin-de-Cursac                                                   | 773                      | 2,36       | 328              | 33477      | 33390        |
| Val-de-Livenne                                                           | 1.800                    | 37,40      | 48               | 33380      | 33820        |
| Communauté de communes de l’Estuaire - Canton de Saint-Ciers-sur-Gironde | 16.099                   | 248,19     | 65               | –          | –            |